# Milan (New Mexico)
Milan is een plaats (village) in de Amerikaanse staat New Mexico, en valt bestuurlijk gezien onder Cibola County.

## Demografie
Bij de volkstelling in 2000 werd het aantal inwoners vastgesteld op 1891.
In 2006 is het aantal inwoners door het United States Census Bureau geschat op 2504, een stijging van 613 (32,4%).

## Geografie
Volgens het United States Census Bureau beslaat de plaats een oppervlakte van
7,5 km², geheel bestaande uit land. Milan ligt op ongeveer 1998 m boven zeeniveau.

## Plaatsen in de nabije omgeving
De onderstaande figuur toont nabijgelegen plaatsen in een straal van 36 km rond Milan.